# Meisel Tibor
Meisel Tibor (Nemeskajal, 1929. május 25. – Budapest, 1986. augusztus 13.) vegyészmérnök, egyetemi tanár, a kémiai tudományok doktora (1982).

## Életpályája
Galántán és Érsekújváron tanult, majd Budapesten érettségizett. Egyetemi tanulmányait a Veszprémi Vegyipari Egyetemen kezdte meg, majd a Budapesti Műegyetemen folytatta, és itt szerezte meg vegyészmérnöki diplomáját 1954-ben. 1954–1956 között tanársegéd volt a Budapesti Műszaki Egyetem Hadmérnöki Karán. 1956–1986 között az Általános és Analitikai Kémia Tanszék oktatója volt. 1967-ben védte meg kandidátusi disszertációját. 1956–1969 között adjunktus, 1969–1982 között docens, majd egyetemi tanár volt. 1970–1979 között a Vegyészmérnöki Kar oktatási dékánhelyettese volt. 1981-ben az akadémiai doktori értekezését védte meg.

### Munkássága
A szerves vegyületek termoanalitikája és funkciós csoportjainak elemzése terén végzett kutatásaival nyerte el kandidátusi (1967), illetve doktori tudományos fokozatát. Eredményeit 85 dolgozatban foglalta össze. Oktatóként több alkalommal dolgozott külföldi egyetemeken: Egyiptomban (Kairó, 1973), Iránban (Bagdad, 1974), Indiában (Csandígarh, 1974, 1979), Peruban (1977) és Venezuelában (Caracas, 1977).
Sírja a Farkasréti temetőben található (6/6-1-52).

## Művei
- Analitikai kézikönyv (társszerző, Budapest, 1974)
- Analitikai kémiai kislexikon (társszerző, Budapest, 1978)
- Analysis by Physical Methods (CRC Press, Malissa, 1978)
- A kémiai analízis termikus módszerei (A kémia legújabb eredményei 64. Budapest, 1986)